# Liste der Nummer-eins-Hits in Ungarn (2022)
Dies ist eine Liste der Nummer-eins-Hits in Ungarn im Jahr 2022. Sie basiert auf der Top 40 album-, DVD- és válogatáslemez-lista und der Rádiós Top 40 játszási lista der Magyar Hanglemezkiadók Szövetsége (Mahasz), dem ungarischen Vertreter der International Federation of the Phonographic Industry.

## Singles
| ← 2021 ← | Liste der Nummer-eins-Hits in Ungarn | Liste der Nummer-eins-Hits in Ungarn          | Liste der Nummer-eins-Hits in Ungarn | 2023 →                    |
| \| Zeitraum \| Wo. ges. \| Interpret \| Titel Autor(en) \| Zusätzliche Informationen \| \| (Zeitraum, Wochen auf Platz eins, Interpret, Titel, Autor[en], zusätzliche Informationen) \| \| \| \| \| \| ----------------------------------------------------------------------------------------- \| -------- \| --------------------------------------------- \| -------------------------------------------------------------------------------------------------------------------------------------------------------------------------------------------------------------------------------------- \| ------------------------- \| \| 24. Dezember 2021 – 6. Januar 2022 2 Wochen (insgesamt 4) \| 4 \| Ava Max \| My Head & My Heart Thomas Bratfoss Eriksen, Madison Emiko Love, Henry Russell Walter, Amanda Koci, Tia Marie Scola, Sergej Evgenevich Zhukov, Aleksej Evgenevich Potekhin \| – \| \| 7. Januar 2022 – 20. Januar 2022 2 Wochen (insgesamt 4) \| 4 \| Goodboys \| Bongo Cha Cha Cha Ernst Bader, Ralf Arnie, Werner Müller \| – \| \| 21. Januar 2022 – 27. Januar 2022 1 Woche (insgesamt 4) \| 4 \| Ava Max \| My Head & My Heart Thomas Bratfoss Eriksen, Madison Emiko Love, Henry Russell Walter, Amanda Koci, Tia Marie Scola, Sergej Evgenevich Zhukov, Aleksej Evgenevich Potekhin \| – \| \| 28. Januar 2022 – 10. Februar 2022 2 Wochen \| 2 \| Bebe Rexha \| Sacrifice Matthew James Burns, Pablo Bowman, Peter John Rees Rycroft, Bleta Rexha \| – \| \| 11. Februar 2022 – 17. Februar 2022 1 Woche (insgesamt 3) \| 3 \| LA Vision & Gigi D’Agostino \| Hollywood Marco Sissa, Emanuele Longo \| – \| \| 18. Februar 2022 – 24. Februar 2022 1 Woche \| 1 \| Tomcraft feat. Moguai & Ilira \| Happiness Edmund Louis Clement, Andrea Monica Martin, Ivana Matias, Robert Borrmann \| – \| \| 25. Februar 2022 – 3. März 2022 1 Woche \| 1 \| Kaskade & Ella Vos \| Miles to Go Anders Eckeborn, Caroline Jonsson, Emil Jonsson, Lauren Salamone, Richard Beynon, Ryan Gary Raddon \| – \| \| 4. März 2022 – 10. März 2022 1 Woche (insgesamt 3) \| 3 \| LA Vision & Gigi D’Agostino \| Hollywood Marco Sissa, Emanuele Longo \| – \| \| 11. März 2022 – 14. April 2022 5 Wochen (insgesamt 15) \| 15 \| Gayle \| Abcdefu Sara Elizabeth Davis, David Bruce Pittenger, Taylor Gayle Rutherfurd \| – \| \| 15. April 2022 – 21. April 2022 1 Woche (insgesamt 3) \| 3 \| LA Vision & Gigi D’Agostino \| Hollywood Marco Sissa, Emanuele Longo \| – \| \| 22. April 2022 – 12. Mai 2022 3 Wochen (insgesamt 15) \| 15 \| Gayle \| Abcdefu Sara Elizabeth Davis, David Bruce Pittenger, Taylor Gayle Rutherfurd \| – \| \| 13. Mai 2022 – 19. Mai 2022 1 Woche \| 1 \| Valmar feat. Robi Szikora \| Úristen Róbert Szikora, Péter Marics, Milán Valkusz \| – \| \| 20. Mai 2022 – 26. Mai 2022 1 Woche (insgesamt 15) \| 15 \| Gayle \| Abcdefu Sara Elizabeth Davis, David Bruce Pittenger, Taylor Gayle Rutherfurd \| – \| \| 27. Mai 2022 – 2. Juni 2022 1 Woche (insgesamt 2) \| 2 \| Minelli \| Rampampam Luisa Ionela Luca, Victor Bourosu \| – \| \| 3. Juni 2022 – 9. Juni 2022 1 Woche (insgesamt 15) \| 15 \| Gayle \| Abcdefu Sara Elizabeth Davis, David Bruce Pittenger, Taylor Gayle Rutherfurd \| – \| \| 10. Juni 2022 – 16. Juni 2022 1 Woche (insgesamt 2) \| 2 \| Minelli \| Rampampam Luisa Ionela Luca, Victor Bourosu \| – \| \| 17. Juni 2022 – 30. Juni 2022 2 Wochen (insgesamt 15) \| 15 \| Gayle \| Abcdefu Sara Elizabeth Davis, David Bruce Pittenger, Taylor Gayle Rutherfurd \| – \| \| 1. Juli 2022 – 7. Juli 2022 1 Woche (insgesamt 4) \| 4 \| Farruko \| Pepas Carlos Efrén Reyes Rosado, Marcos G. Pérez, Andy Bauza, Franklin Jovani Martínez, José Carlos García, Juan Manuel Gómez Roa, Víctor Alonso Cárdenas, Keriel Quiroz Sr., Axel Rafael Quezada Fulgencio \| – \| \| 8. Juli 2022 – 14. Juli 2022 1 Woche (insgesamt 15) \| 15 \| Gayle \| Abcdefu Sara Elizabeth Davis, David Bruce Pittenger, Taylor Gayle Rutherfurd \| – \| \| 15. Juli 2022 – 4. August 2022 3 Wochen (insgesamt 4) \| 4 \| Farruko \| Pepas Carlos Efrén Reyes Rosado, Marcos G. Pérez, Andy Bauza, Franklin Jovani Martínez, José Carlos García, Juan Manuel Gómez Roa, Víctor Alonso Cárdenas, Keriel Quiroz Sr., Axel Rafael Quezada Fulgencio \| – \| \| 5. August 2022 – 18. August 2022 2 Wochen (insgesamt 4) \| 4 \| Ava Max \| Maybe You’re the Problem Sean Maxwell Douglas, Amanda Koci, Jonas Jeberg, Marcus Durand Lomax, Henry Russell Walter, Abraham Daniel Dertner \| – \| \| 19. August 2022 – 25. August 2022 1 Woche (insgesamt 2) \| 2 \| James Hype & Miggy Dela Rosa \| Ferrari Michael Carlos Jones, Mario Mendell Winans, Sean Puffy Combs, Taurian Adonis Shropshire, Chauncey Lamont Hawkins, Frankie Romano, Michael D. Carmine Jr., Joshua Alexander Grimmett, James Edward Lee Marsland, Johannes Shore \| – \| \| 26. August 2022 – 1. September 2022 1 Woche (insgesamt 4) \| 4 \| Ava Max \| Maybe You’re the Problem Sean Maxwell Douglas, Amanda Koci, Jonas Jeberg, Marcus Durand Lomax, Henry Russell Walter, Abraham Daniel Dertner \| – \| \| 2. September 2022 – 8. September 2022 1 Woche (insgesamt 2) \| 2 \| James Hype & Miggy Dela Rosa \| Ferrari Michael Carlos Jones, Mario Mendell Winans, Sean Puffy Combs, Taurian Adonis Shropshire, Chauncey Lamont Hawkins, Frankie Romano, Michael D. Carmine Jr., Joshua Alexander Grimmett, James Edward Lee Marsland, Johannes Shore \| – \| \| 9. September 2022 – 15. September 2022 1 Woche (insgesamt 4) \| 4 \| Ava Max \| Maybe You’re the Problem Sean Maxwell Douglas, Amanda Koci, Jonas Jeberg, Marcus Durand Lomax, Henry Russell Walter, Abraham Daniel Dertner \| – \| \| 16. September 2022 – 22. September 2022 1 Woche \| 1 \| Imagine Dragons feat. JID & League of Legends \| Enemy Daniel Coulter Reynolds, Daniel Wayne Sermon, Benjamin Arthur McKee, Daniel Platzman, Destin Choice Route, Mattias Per Larsson, Robin Lennart Fredriksson, Justin Drew Tranter \| – \| \| 23. September 2022 – 6. Oktober 2022 2 Wochen (insgesamt 15) \| 15 \| Gayle \| Abcdefu Sara Elizabeth Davis, David Bruce Pittenger, Taylor Gayle Rutherfurd \| – \| \| 7. Oktober 2022 – 13. Oktober 2022 1 Woche \| 1 \| Minelli \| Mmm Luisa Ionela Luca, Victor Bourosu \| – \| \| 14. Oktober 2022 – 27. Oktober 2022 2 Wochen \| 2 \| Shouse \| Won’t Forget You Edward David Service, Jack Geoffrey Madin \| – \| \| 28. Oktober 2022 – 17. November 2022 3 Wochen (insgesamt 4) \| 4 \| Kamrad \| I Believe Christoph Koterzina, Markus Schlichtherle, Tim Kamrad, Jonas Markschat \| – \| \| 18. November 2022 – 24. November 2022 1 Woche \| 1 \| Harry Styles \| As It Was Harry Edward Styles, Thomas Edward Percy Hull, Tyler Sam Johnson \| – \| \| 25. November 2022 – 1. Dezember 2022 1 Woche (insgesamt 4) \| 4 \| Kamrad \| I Believe Christoph Koterzina, Markus Schlichtherle, Tim Kamrad, Jonas Markschat \| – \| \| 2. Dezember 2022 – 15. Dezember 2022 2 Wochen (insgesamt 5) \| 5 \| Ava Max \| Million Dollar Baby Amanda Koci, Peter John Rees Rycroft, Jessica Agombar, Casey Cathleen Smith, Henry Russell Walter, Diane Eve Warren, David Alexander Stewart \| – \| \| 16. Dezember 2022 – 5. Januar 2023 3 Wochen (insgesamt 7) \| 7 \| David Guetta feat. Bebe Rexha \| I’m Good (Blue) Bleta Rexha, Pierre David Guetta, Camille Angelina Purcell, Massimo Gabutti, Maurizio Lobina, Gianfranco Randone, Philip John Plested \| – \| |                                      |                                               | |                           |
| ← 2021 |                                      |                                               | | → 2023 →                  |
| Zeitraum | Wo. ges.                             | Interpret                                     | Titel Autor(en) | Zusätzliche Informationen |
| (Zeitraum, Wochen auf Platz eins, Interpret, Titel, Autor[en], zusätzliche Informationen) |                                      |                                               | |                           |
| 24. Dezember 2021 – 6. Januar 2022 2 Wochen (insgesamt 4) | 4                                    | Ava Max                                       | My Head & My Heart Thomas Bratfoss Eriksen, Madison Emiko Love, Henry Russell Walter, Amanda Koci, Tia Marie Scola, Sergej Evgenevich Zhukov, Aleksej Evgenevich Potekhin                                                              | –                         |
| 7. Januar 2022 – 20. Januar 2022 2 Wochen (insgesamt 4) | 4                                    | Goodboys                                      | Bongo Cha Cha Cha Ernst Bader, Ralf Arnie, Werner Müller | –                         |
| 21. Januar 2022 – 27. Januar 2022 1 Woche (insgesamt 4) | 4                                    | Ava Max                                       | My Head & My Heart Thomas Bratfoss Eriksen, Madison Emiko Love, Henry Russell Walter, Amanda Koci, Tia Marie Scola, Sergej Evgenevich Zhukov, Aleksej Evgenevich Potekhin                                                              | –                         |
| 28. Januar 2022 – 10. Februar 2022 2 Wochen | 2                                    | Bebe Rexha                                    | Sacrifice Matthew James Burns, Pablo Bowman, Peter John Rees Rycroft, Bleta Rexha | –                         |
| 11. Februar 2022 – 17. Februar 2022 1 Woche (insgesamt 3) | 3                                    | LA Vision & Gigi D’Agostino                   | Hollywood Marco Sissa, Emanuele Longo | –                         |
| 18. Februar 2022 – 24. Februar 2022 1 Woche | 1                                    | Tomcraft feat. Moguai & Ilira                 | Happiness Edmund Louis Clement, Andrea Monica Martin, Ivana Matias, Robert Borrmann | –                         |
| 25. Februar 2022 – 3. März 2022 1 Woche | 1                                    | Kaskade & Ella Vos                            | Miles to Go Anders Eckeborn, Caroline Jonsson, Emil Jonsson, Lauren Salamone, Richard Beynon, Ryan Gary Raddon | –                         |
| 4. März 2022 – 10. März 2022 1 Woche (insgesamt 3) | 3                                    | LA Vision & Gigi D’Agostino                   | Hollywood Marco Sissa, Emanuele Longo | –                         |
| 11. März 2022 – 14. April 2022 5 Wochen (insgesamt 15) | 15                                   | Gayle                                         | Abcdefu Sara Elizabeth Davis, David Bruce Pittenger, Taylor Gayle Rutherfurd | –                         |
| 15. April 2022 – 21. April 2022 1 Woche (insgesamt 3) | 3                                    | LA Vision & Gigi D’Agostino                   | Hollywood Marco Sissa, Emanuele Longo | –                         |
| 22. April 2022 – 12. Mai 2022 3 Wochen (insgesamt 15) | 15                                   | Gayle                                         | Abcdefu Sara Elizabeth Davis, David Bruce Pittenger, Taylor Gayle Rutherfurd | –                         |
| 13. Mai 2022 – 19. Mai 2022 1 Woche | 1                                    | Valmar feat. Robi Szikora                     | Úristen Róbert Szikora, Péter Marics, Milán Valkusz | –                         |
| 20. Mai 2022 – 26. Mai 2022 1 Woche (insgesamt 15) | 15                                   | Gayle                                         | Abcdefu Sara Elizabeth Davis, David Bruce Pittenger, Taylor Gayle Rutherfurd | –                         |
| 27. Mai 2022 – 2. Juni 2022 1 Woche (insgesamt 2) | 2                                    | Minelli                                       | Rampampam Luisa Ionela Luca, Victor Bourosu | –                         |
| 3. Juni 2022 – 9. Juni 2022 1 Woche (insgesamt 15) | 15                                   | Gayle                                         | Abcdefu Sara Elizabeth Davis, David Bruce Pittenger, Taylor Gayle Rutherfurd | –                         |
| 10. Juni 2022 – 16. Juni 2022 1 Woche (insgesamt 2) | 2                                    | Minelli                                       | Rampampam Luisa Ionela Luca, Victor Bourosu | –                         |
| 17. Juni 2022 – 30. Juni 2022 2 Wochen (insgesamt 15) | 15                                   | Gayle                                         | Abcdefu Sara Elizabeth Davis, David Bruce Pittenger, Taylor Gayle Rutherfurd | –                         |
| 1. Juli 2022 – 7. Juli 2022 1 Woche (insgesamt 4) | 4                                    | Farruko                                       | Pepas Carlos Efrén Reyes Rosado, Marcos G. Pérez, Andy Bauza, Franklin Jovani Martínez, José Carlos García, Juan Manuel Gómez Roa, Víctor Alonso Cárdenas, Keriel Quiroz Sr., Axel Rafael Quezada Fulgencio                            | –                         |
| 8. Juli 2022 – 14. Juli 2022 1 Woche (insgesamt 15) | 15                                   | Gayle                                         | Abcdefu Sara Elizabeth Davis, David Bruce Pittenger, Taylor Gayle Rutherfurd | –                         |
| 15. Juli 2022 – 4. August 2022 3 Wochen (insgesamt 4) | 4                                    | Farruko                                       | Pepas Carlos Efrén Reyes Rosado, Marcos G. Pérez, Andy Bauza, Franklin Jovani Martínez, José Carlos García, Juan Manuel Gómez Roa, Víctor Alonso Cárdenas, Keriel Quiroz Sr., Axel Rafael Quezada Fulgencio                            | –                         |
| 5. August 2022 – 18. August 2022 2 Wochen (insgesamt 4) | 4                                    | Ava Max                                       | Maybe You’re the Problem Sean Maxwell Douglas, Amanda Koci, Jonas Jeberg, Marcus Durand Lomax, Henry Russell Walter, Abraham Daniel Dertner                                                                                            | –                         |
| 19. August 2022 – 25. August 2022 1 Woche (insgesamt 2) | 2                                    | James Hype & Miggy Dela Rosa                  | Ferrari Michael Carlos Jones, Mario Mendell Winans, Sean Puffy Combs, Taurian Adonis Shropshire, Chauncey Lamont Hawkins, Frankie Romano, Michael D. Carmine Jr., Joshua Alexander Grimmett, James Edward Lee Marsland, Johannes Shore | –                         |
| 26. August 2022 – 1. September 2022 1 Woche (insgesamt 4) | 4                                    | Ava Max                                       | Maybe You’re the Problem Sean Maxwell Douglas, Amanda Koci, Jonas Jeberg, Marcus Durand Lomax, Henry Russell Walter, Abraham Daniel Dertner                                                                                            | –                         |
| 2. September 2022 – 8. September 2022 1 Woche (insgesamt 2) | 2                                    | James Hype & Miggy Dela Rosa                  | Ferrari Michael Carlos Jones, Mario Mendell Winans, Sean Puffy Combs, Taurian Adonis Shropshire, Chauncey Lamont Hawkins, Frankie Romano, Michael D. Carmine Jr., Joshua Alexander Grimmett, James Edward Lee Marsland, Johannes Shore | –                         |
| 9. September 2022 – 15. September 2022 1 Woche (insgesamt 4) | 4                                    | Ava Max                                       | Maybe You’re the Problem Sean Maxwell Douglas, Amanda Koci, Jonas Jeberg, Marcus Durand Lomax, Henry Russell Walter, Abraham Daniel Dertner                                                                                            | –                         |
| 16. September 2022 – 22. September 2022 1 Woche | 1                                    | Imagine Dragons feat. JID & League of Legends | Enemy Daniel Coulter Reynolds, Daniel Wayne Sermon, Benjamin Arthur McKee, Daniel Platzman, Destin Choice Route, Mattias Per Larsson, Robin Lennart Fredriksson, Justin Drew Tranter                                                   | –                         |
| 23. September 2022 – 6. Oktober 2022 2 Wochen (insgesamt 15) | 15                                   | Gayle                                         | Abcdefu Sara Elizabeth Davis, David Bruce Pittenger, Taylor Gayle Rutherfurd | –                         |
| 7. Oktober 2022 – 13. Oktober 2022 1 Woche | 1                                    | Minelli                                       | Mmm Luisa Ionela Luca, Victor Bourosu | –                         |
| 14. Oktober 2022 – 27. Oktober 2022 2 Wochen | 2                                    | Shouse                                        | Won’t Forget You Edward David Service, Jack Geoffrey Madin | –                         |
| 28. Oktober 2022 – 17. November 2022 3 Wochen (insgesamt 4) | 4                                    | Kamrad                                        | I Believe Christoph Koterzina, Markus Schlichtherle, Tim Kamrad, Jonas Markschat | –                         |
| 18. November 2022 – 24. November 2022 1 Woche | 1                                    | Harry Styles                                  | As It Was Harry Edward Styles, Thomas Edward Percy Hull, Tyler Sam Johnson | –                         |
| 25. November 2022 – 1. Dezember 2022 1 Woche (insgesamt 4) | 4                                    | Kamrad                                        | I Believe Christoph Koterzina, Markus Schlichtherle, Tim Kamrad, Jonas Markschat | –                         |
| 2. Dezember 2022 – 15. Dezember 2022 2 Wochen (insgesamt 5) | 5                                    | Ava Max                                       | Million Dollar Baby Amanda Koci, Peter John Rees Rycroft, Jessica Agombar, Casey Cathleen Smith, Henry Russell Walter, Diane Eve Warren, David Alexander Stewart                                                                       | –                         |
| 16. Dezember 2022 – 5. Januar 2023 3 Wochen (insgesamt 7) | 7                                    | David Guetta feat. Bebe Rexha                 | I’m Good (Blue) Bleta Rexha, Pierre David Guetta, Camille Angelina Purcell, Massimo Gabutti, Maurizio Lobina, Gianfranco Randone, Philip John Plested                                                                                  | –                         |

## Alben
| ← 2021 ← | Liste der Nummer-eins-Hits in Ungarn | Liste der Nummer-eins-Hits in Ungarn | Liste der Nummer-eins-Hits in Ungarn        | 2023 →                                                                           |
| \| Zeitraum \| Wo. ges. \| Interpret \| Titel \| Zusätzliche Informationen \| \| (Zeitraum, Wochen auf Platz eins, Interpret, Titel, zusätzliche Informationen) \| \| \| \| \| \| ------------------------------------------------------------------------------ \| -------- \| -------------------------- \| ------------------------------------------- \| -------------------------------------------------------------------------------- \| \| 24. Dezember 2021 – 27. Januar 2022 5 Wochen (insgesamt 13) \| 13 \| Ákos \| Az utolsó békeév \| – \| \| 28. Januar 2022 – 3. Februar 2022 1 Woche (insgesamt 7) \| 7 \| Ákos \| Idősziget \| – \| \| 4. Februar 2022 – 3. März 2022 4 Wochen (insgesamt 13) \| 13 \| Ákos \| Az utolsó békeév \| – \| \| 4. März 2022 – 10. März 2022 1 Woche \| 1 \| Sabaton \| The War to End All Wars \| – \| \| 11. März 2022 – 24. März 2022 2 Wochen \| 2 \| Balázs Pali \| Egyszer próbálj ki … \| – \| \| 25. März 2022 – 31. März 2022 1 Woche \| 1 \| Michael Bublé \| Higher \| – \| \| 1. April 2022 – 14. April 2022 2 Wochen \| 2 \| Red Hot Chili Peppers \| Unlimited Love \| – \| \| 15. April 2022 – 21. April 2022 1 Woche \| 1 \| I’m Dorothy \| Legyen X \| – \| \| 22. April 2022 – 28. April 2022 1 Woche \| 1 \| Kr3ll \| Thud \| – \| \| 29. April 2022 – 19. Mai 2022 3 Wochen \| 3 \| Ismerős Arcok \| Utolsó \| – \| \| 20. Mai 2022 – 9. Juni 2022 3 Wochen (insgesamt 4) \| 4 \| Harry Styles \| Harry’s House \| – \| \| 10. Juni 2022 – 16. Juni 2022 1 Woche \| 1 \| BTS \| Proof \| – \| \| 17. Juni 2022 – 23. Juni 2022 1 Woche (insgesamt 2) \| 2 \| Karthago \| Máté Péter in Rock! \| – \| \| 24. Juni 2022 – 7. Juli 2022 2 Wochen \| 2 \| Alestorm \| Seventh Rum of a Seventh Rum \| – \| \| 8. Juli 2022 – 14. Juli 2022 1 Woche (insgesamt 2) \| 2 \| Karthago \| Máté Péter in Rock! \| – \| \| 15. Juli 2022 – 21. Juli 2022 1 Woche (insgesamt 4) \| 4 \| Harry Styles \| Harry’s House \| – \| \| 22. Juli 2022 – 28. Juli 2022 1 Woche \| 1 \| (Verschiedene Interpreten) \| Az utolsó szó jogán – Molics Zsolt emlékére \| ein Tributealbum für den Ende 2021 verstorbenen Heavy-Metal-Musiker Zsolt Molics \| \| 29. Juli 2022 – 4. August 2022 1 Woche (insgesamt 3) \| 3 \| Válogatás \| Nagy házibuli lemez VI. \| – \| \| 5. August 2022 – 11. August 2022 1 Woche \| 1 \| Zorall \| Fordított világ \| – \| \| 12. August 2022 – 18. August 2022 1 Woche \| 1 \| Omega \| Beat \| – \| \| 19. August 2022 – 1. September 2022 2 Wochen (insgesamt 3) \| 3 \| Válogatás \| Nagy házibuli lemez VI. \| – \| \| 2. September 2022 – 8. September 2022 1 Woche \| 1 \| iLand \| A Sziget \| – \| \| 9. September 2022 – 15. September 2022 1 Woche \| 1 \| Válogatás \| A nagy Fradi lemez \| – \| \| 16. September 2022 – 22. September 2022 1 Woche \| 1 \| Omega \| 10 000 lépés \| – \| \| 23. September 2022 – 6. Oktober 2022 2 Wochen (insgesamt 3) \| 3 \| Endre Paksi \| Békesség sugárút \| – \| \| 7. Oktober 2022 – 3. November 2022 4 Wochen \| 4 \| Ákos \| Magunk maradtunk \| – \| \| 4. November 2022 – 17. November 2022 2 Wochen \| 2 \| Depresszió \| Vissza a Földre \| – \| \| 18. November 2022 – 24. November 2022 1 Woche \| 1 \| János Bródy \| Vallomások - Portrévázlat \| – \| \| 25. November 2022 – 1. Dezember 2022 1 Woche (insgesamt 5) \| 5 \| Ákos \| Több nem is kell (Aréna 2022.01.22.) \| – \| \| 2. Dezember 2022 – 8. Dezember 2022 1 Woche \| 1 \| Mandoki Soulmates \| Magyar képek \| – \| \| 9. Dezember 2022 – 5. Januar 2023 4 Wochen (insgesamt 5) \| 5 \| Ákos \| Több nem is kell (Aréna 2022.01.22.) \| – \| |                                      |                                      |                                             |                                                                                  |
| ← 2021 |                                      |                                      |                                             | → 2023 →                                                                         |
| Zeitraum | Wo. ges.                             | Interpret                            | Titel                                       | Zusätzliche Informationen                                                        |
| (Zeitraum, Wochen auf Platz eins, Interpret, Titel, zusätzliche Informationen) |                                      |                                      |                                             |                                                                                  |
| 24. Dezember 2021 – 27. Januar 2022 5 Wochen (insgesamt 13) | 13                                   | Ákos                                 | Az utolsó békeév                            | –                                                                                |
| 28. Januar 2022 – 3. Februar 2022 1 Woche (insgesamt 7) | 7                                    | Ákos                                 | Idősziget                                   | –                                                                                |
| 4. Februar 2022 – 3. März 2022 4 Wochen (insgesamt 13) | 13                                   | Ákos                                 | Az utolsó békeév                            | –                                                                                |
| 4. März 2022 – 10. März 2022 1 Woche | 1                                    | Sabaton                              | The War to End All Wars                     | –                                                                                |
| 11. März 2022 – 24. März 2022 2 Wochen | 2                                    | Balázs Pali                          | Egyszer próbálj ki …                        | –                                                                                |
| 25. März 2022 – 31. März 2022 1 Woche | 1                                    | Michael Bublé                        | Higher                                      | –                                                                                |
| 1. April 2022 – 14. April 2022 2 Wochen | 2                                    | Red Hot Chili Peppers                | Unlimited Love                              | –                                                                                |
| 15. April 2022 – 21. April 2022 1 Woche | 1                                    | I’m Dorothy                          | Legyen X                                    | –                                                                                |
| 22. April 2022 – 28. April 2022 1 Woche | 1                                    | Kr3ll                                | Thud                                        | –                                                                                |
| 29. April 2022 – 19. Mai 2022 3 Wochen | 3                                    | Ismerős Arcok                        | Utolsó                                      | –                                                                                |
| 20. Mai 2022 – 9. Juni 2022 3 Wochen (insgesamt 4) | 4                                    | Harry Styles                         | Harry’s House                               | –                                                                                |
| 10. Juni 2022 – 16. Juni 2022 1 Woche | 1                                    | BTS                                  | Proof                                       | –                                                                                |
| 17. Juni 2022 – 23. Juni 2022 1 Woche (insgesamt 2) | 2                                    | Karthago                             | Máté Péter in Rock!                         | –                                                                                |
| 24. Juni 2022 – 7. Juli 2022 2 Wochen | 2                                    | Alestorm                             | Seventh Rum of a Seventh Rum                | –                                                                                |
| 8. Juli 2022 – 14. Juli 2022 1 Woche (insgesamt 2) | 2                                    | Karthago                             | Máté Péter in Rock!                         | –                                                                                |
| 15. Juli 2022 – 21. Juli 2022 1 Woche (insgesamt 4) | 4                                    | Harry Styles                         | Harry’s House                               | –                                                                                |
| 22. Juli 2022 – 28. Juli 2022 1 Woche | 1                                    | (Verschiedene Interpreten)           | Az utolsó szó jogán – Molics Zsolt emlékére | ein Tributealbum für den Ende 2021 verstorbenen Heavy-Metal-Musiker Zsolt Molics |
| 29. Juli 2022 – 4. August 2022 1 Woche (insgesamt 3) | 3                                    | Válogatás                            | Nagy házibuli lemez VI.                     | –                                                                                |
| 5. August 2022 – 11. August 2022 1 Woche | 1                                    | Zorall                               | Fordított világ                             | –                                                                                |
| 12. August 2022 – 18. August 2022 1 Woche | 1                                    | Omega                                | Beat                                        | –                                                                                |
| 19. August 2022 – 1. September 2022 2 Wochen (insgesamt 3) | 3                                    | Válogatás                            | Nagy házibuli lemez VI.                     | –                                                                                |
| 2. September 2022 – 8. September 2022 1 Woche | 1                                    | iLand                                | A Sziget                                    | –                                                                                |
| 9. September 2022 – 15. September 2022 1 Woche | 1                                    | Válogatás                            | A nagy Fradi lemez                          | –                                                                                |
| 16. September 2022 – 22. September 2022 1 Woche | 1                                    | Omega                                | 10 000 lépés                                | –                                                                                |
| 23. September 2022 – 6. Oktober 2022 2 Wochen (insgesamt 3) | 3                                    | Endre Paksi                          | Békesség sugárút                            | –                                                                                |
| 7. Oktober 2022 – 3. November 2022 4 Wochen | 4                                    | Ákos                                 | Magunk maradtunk                            | –                                                                                |
| 4. November 2022 – 17. November 2022 2 Wochen | 2                                    | Depresszió                           | Vissza a Földre                             | –                                                                                |
| 18. November 2022 – 24. November 2022 1 Woche | 1                                    | János Bródy                          | Vallomások - Portrévázlat                   | –                                                                                |
| 25. November 2022 – 1. Dezember 2022 1 Woche (insgesamt 5) | 5                                    | Ákos                                 | Több nem is kell (Aréna 2022.01.22.)        | –                                                                                |
| 2. Dezember 2022 – 8. Dezember 2022 1 Woche | 1                                    | Mandoki Soulmates                    | Magyar képek                                | –                                                                                |
| 9. Dezember 2022 – 5. Januar 2023 4 Wochen (insgesamt 5) | 5                                    | Ákos                                 | Több nem is kell (Aréna 2022.01.22.)        | –                                                                                |